# Rixos Hotels
Rixos Hôtels est une chaîne d'hôtel de luxe turque fondée par Fettah Tamince en 2000 en Turquie. En 2017, la société exploite 27 hôtels et resorts à travers l'Europe et le Moyen-Orient, y compris les propriétés de l'Azerbaïdjan, l'Égypte, le Kazakhstan, la Russie, la Turquie et les Émirats arabes unis.

## Historique

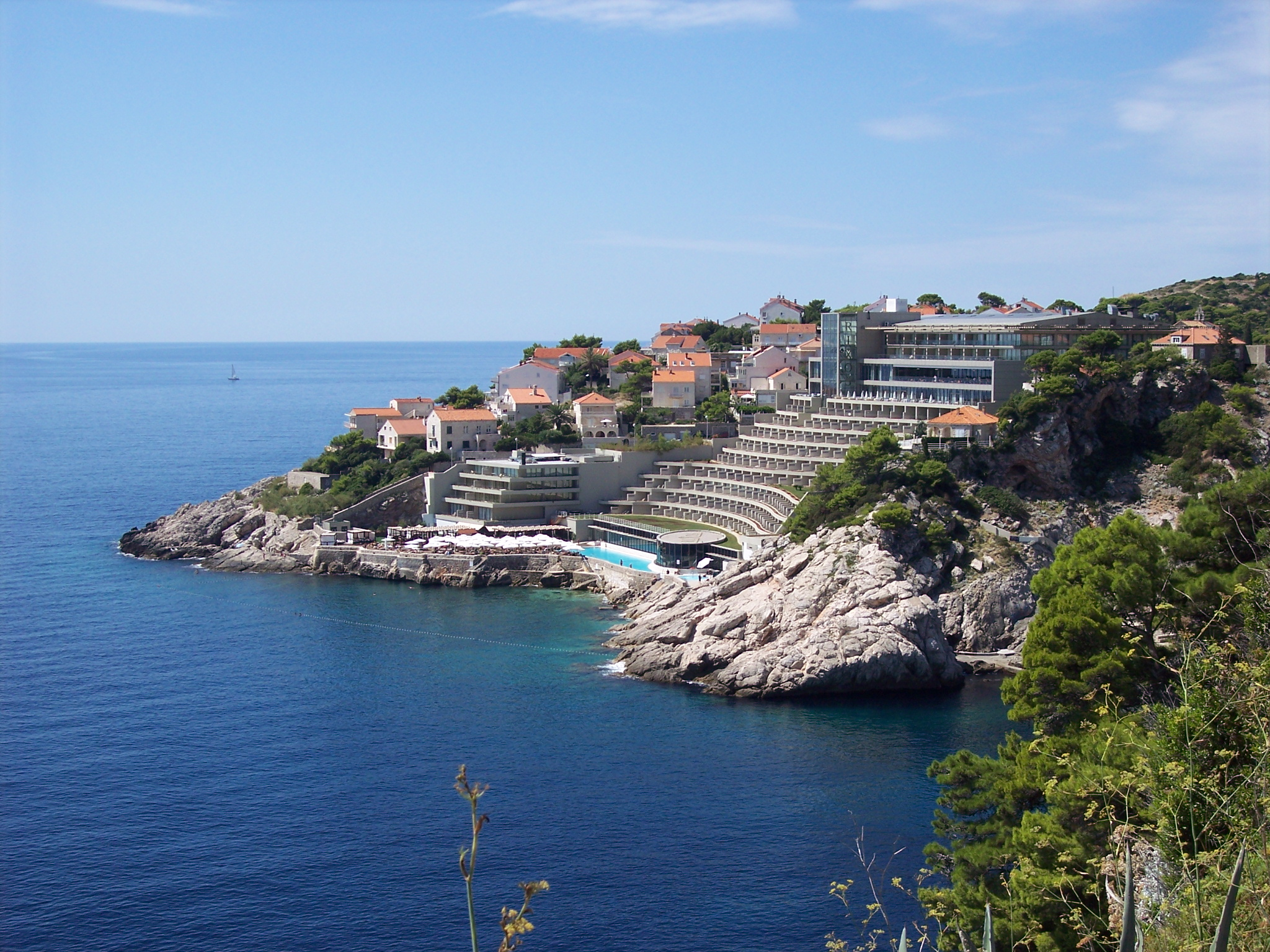
Rixos Premium Dubrovnik

Rixos Hôtels a été fondée par Fettah Tamince à Antalya, en Turquie, en 2000. À partir de 1999, Tamince avait un partenariat avec Tevfik Arif dans les établissements Labada Hôtel d'Antalya,
Certains des projets de Rixos sont le produit de joint-ventures officieuses avec des investisseurs russes. Dans le milieu des années 2000, l'homme d'affaires russo américain Felix Eau a été nommé conseiller principal pour l'entreprise. En 2009, le maire d'Antalaya Menderes Türel était un consultant en chef à l'hôtel Rixos.
Rixos a déménagé son siège social à Dubaï en 2014. Bugra Berberoglu est le PDG de l'entreprise.
Le 6 mars 2017, AccorHotels et Rixos Hotels annoncent la signature d'un partenariat stratégique par lequel AccorHotels détiendra une participation de 50 % dans la nouvelle structure cogérant les hôtels. Cet accord permet à 15 des hôtels de Rixos d'intégrer le groupe AccorHotels, 5 hôtels changeront de nom au profit d'une marque AccorHotels et les deux hôtels en construction prévus avant fin 2018 seront aussi intégrés à la nouvelle structure. Cet accord permet à AccorHotels de se renforcer dans le luxe en Europe de l'Est, en Asie et au Moyen-Orient, en complément de ses marques Fairmont, Pullman et Raffles.

## Propriétés
Rixos Hôtels exploite 27 hôtels et détient des propriétés en Azerbaïdjan, l'Égypte, le Kazakhstan, la Russie, la Suisse, la Turquie et les ÉMIRATS arabes unis. Sept Rixos Hôtels installés en bord de mer ont été développés par le Bayrock Groupe. Le groupe hôtelier prévoit d'ajouter 13 hôtels d'ici la fin de 2020.
| Site                         | Localisation                                          | Ouverture |
| ---------------------------- | ----------------------------------------------------- | --------- |
| Rixos Gulf Hotel Doha        | Doha, Qatar                                           | 2022      |
| Rixos Park Belek             | Antalya, Turquie                                      | 2023      |
| Rixos Bab Al Bahr            | Ras Al Khaimah, Al Marjan Island, Émirats arabes unis |           |
| Rixos The Palm Dubai         | Dubai, Émirats arabes unis                            | 2012      |
| Rixos Downtown Antalya       | Antalya, Turquie                                      |           |
| The Land of Legends Kingdom  | Antalya, Turquie                                      |           |
| Rixos Premium Tekirova       | Tekirova, Turquie                                     |           |
| Rixos Premium Belek          | Belek, Turquie                                        |           |
| Rixos Pera Istanbul Hotel    | Beyoğlu, Istanbul, Turquie                            | 2012      |
| Rixos Premium Bodrum         | Bodrum, Turquie                                       |           |
| Rixos Premium Gocek          | Göcek, Fethiye, Turquie                               |           |
| Rixos Sungate                | Beldibi, Turquie                                      |           |
| Rixos Beldibi                | Beldibi, Turquie                                      |           |
| Rixos Libertas Dubrovnik     | Dubrovnik, Croatie                                    |           |
| Rixos President Astana       | Astana, Kazakhstan                                    |           |
| Rixos Almaty Hotel           | Almaty, Kazakhstan                                    |           |
| Rixos Khadisha Shymkent      | Chimkent, Kazakhstan                                  |           |
| Rixos Borovoe                | Borovoe, Kazakhstan                                   | 2012      |
| Rixos Sharm el Sheikh        | Charm el-Cheikh, Égypte                               | 2012      |
| Rixos Alamein                | El-Alamein, Égypte                                    |           |
| Rixos Seagate Sharm          | Charm el-Cheikh, Égypte                               | 2015      |
| Rixos Krasnaya Polyana Sochi | Krasnaïa Poliana, Sotchi, Russie                      |           |
| Club Privé By Rixos Belek    | Belek, Turquie                                        |           |
| Club Privé By Rixos Gocek    | Gocek, Turquie                                        |           |